# Auppegard
Auppegard est une commune française située dans le département de la Seine-Maritime en région Normandie, peuplée de 688 habitants.
Les principaux centres d'intérêt patrimoniaux du village sont le manoir seigneurial (ferme des Tourelles), l'église Saint-Pierre et le château ayant notamment appartenu à la peintre américaine Anna Hope Hudson.

## Géographie

### Localisation
Commune du pays de Caux située dans le canton de Luneray.
Les communes limitrophes sont Bacqueville-en-Caux, Bertreville-Saint-Ouen, Colmesnil-Manneville, Hermanville, Manéhouville, Sauqueville et Thil-Manneville.

### Hydrographie
La commune est située dans le bassin Seine-Normandie. Elle n'est drainée par aucun cours d'eau.

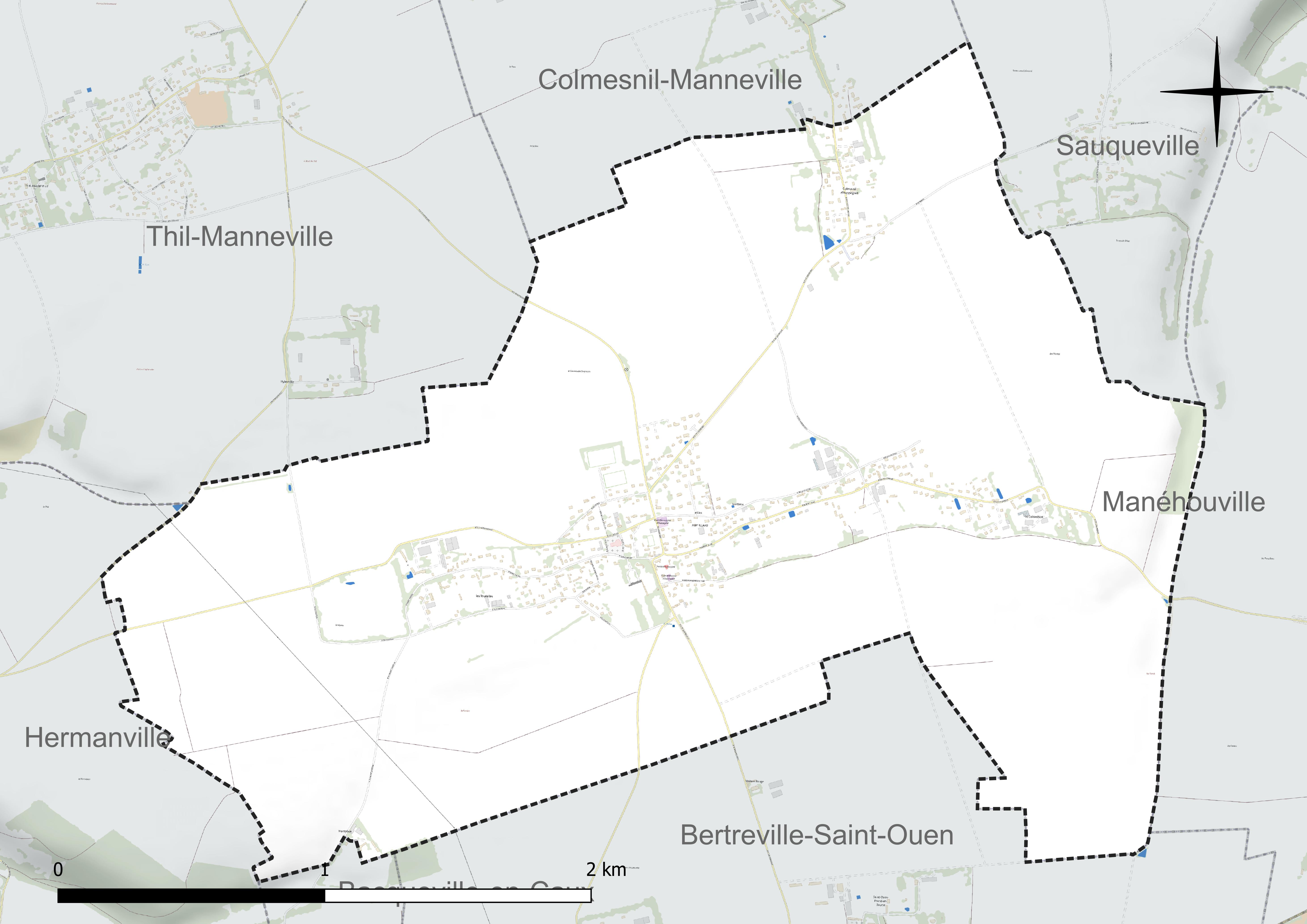
Réseau hydrographique d'Auppegard.

### Climat
Pour des articles plus généraux, voir Climat de la Normandie et Climat de la Seine-Maritime.
En 2010, le climat de la commune est de type climat océanique franc, selon une étude du CNRS s'appuyant sur une série de données couvrant la période 1971-2000. En 2020, Météo-France publie une typologie des climats de la France métropolitaine dans laquelle la commune est exposée à un climat océanique et est dans la région climatique Côtes de la Manche orientale, caractérisée par un faible ensoleillement (1 550 h/an) ; forte humidité de l’air (plus de 20 h/jour avec humidité relative > 80 % en hiver), vents forts fréquents. Parallèlement le GIEC normand, un groupe régional d’experts sur le climat, différencie quant à lui, dans une étude de 2020, trois grands types de climats pour la région Normandie, nuancés à une échelle plus fine par les facteurs géographiques locaux. La commune est, selon ce zonage, exposée à un « climat maritime », correspondant au Pays de Caux, frais, humide et pluvieux, légèrement plus frais que dans le Cotentin.
Pour la période 1971-2000, la température annuelle moyenne est de 10,4 °C, avec une amplitude thermique annuelle de 12,8 °C. Le cumul annuel moyen de précipitations est de 887 mm, avec 12,8 jours de précipitations en janvier et 8,9 jours en juillet. Pour la période 1991-2020, la température moyenne annuelle observée sur la station météorologique la plus proche, située sur la commune de Dieppe à 11 km à vol d'oiseau, est de 11,3 °C et le cumul annuel moyen de précipitations est de 805,2 mm,. Pour l'avenir, les paramètres climatiques de la commune estimés pour 2050 selon différents scénarios d’émission de gaz à effet de serre sont consultables sur un site dédié publié par Météo-France en novembre 2022.

## Urbanisme

### Typologie
Au 1er janvier 2024, Auppegard est catégorisée commune rurale à habitat dispersé, selon la nouvelle grille communale de densité à sept niveaux définie par l'Insee en 2022.
Elle est située hors unité urbaine.
Par ailleurs la commune fait partie de l'aire d'attraction de Dieppe, dont elle est une commune de la couronne,. Cette aire, qui regroupe 62 communes, est catégorisée dans les aires de 50 000 à moins de 200 000 habitants,.

### Occupation des sols
L'occupation des sols de la commune, telle qu'elle ressort de la base de données européenne d’occupation biophysique des sols Corine Land Cover (CLC), est marquée par l'importance des territoires agricoles (90,5 % en 2018), en diminution par rapport à 1990 (91,8 %).
La répartition détaillée en 2018 est la suivante : terres arables (87,1 %), zones urbanisées (9,5 %), zones agricoles hétérogènes (3,1 %), prairies (0,3 %).

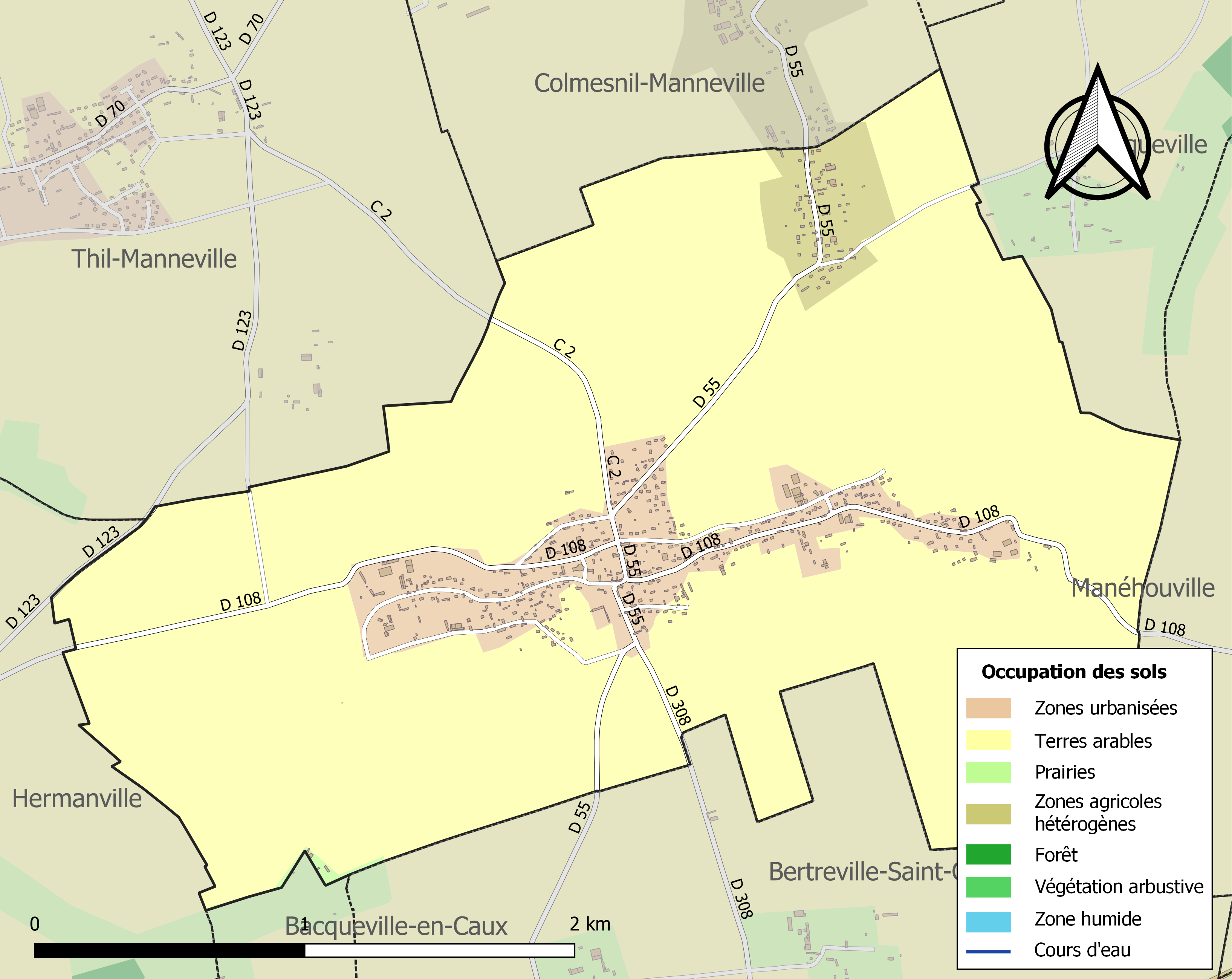
Carte des infrastructures et de l'occupation des sols de la commune en 2018 (CLC).

L'évolution de l’occupation des sols de la commune et de ses infrastructures peut être observée sur les différentes représentations cartographiques du territoire : la carte de Cassini (XVIIIe siècle), la carte d'état-major (1820-1866) et les cartes ou photos aériennes de l'IGN pour la période actuelle (1950 à aujourd'hui).

### Habitat et logement
En 2019, le nombre total de logements dans la commune était de 313, alors qu'il était de 299 en 2014 et de 273 en 2009.
Parmi ces logements, 89,1 % étaient des résidences principales, 4,2 % des résidences secondaires et 6,7 % des logements vacants. Ces logements étaient pour 100 % d'entre eux des maisons individuelles et pour 0 % des appartements.
Le tableau ci-dessous présente la typologie des logements à Auppegard en 2019 en comparaison avec celle de la Seine-Maritime et de la France entière. Une caractéristique marquante du parc de logements est ainsi une proportion de résidences secondaires et logements occasionnels (4,2 %) supérieure à celle du département (4 %) et à celle de la France entière (9,7 %). Concernant le statut d'occupation de ces logements, 89,6 % des habitants de la commune sont propriétaires de leur logement (88,2 % en 2014), contre 53 % pour la Seine-Maritime et 57,5 pour la France entière.
| Typologie                                               | Auppegard | Seine-Maritime | France entière |
| ------------------------------------------------------- | --------- | -------------- | -------------- |
| Résidences principales (en %)                           | 89,1      | 87,8           | 82,1           |
| Résidences secondaires et logements occasionnels (en %) | 4,2       | 4              | 9,7            |
| Logements vacants (en %)                                | 6,7       | 8,2            | 8,2            |

## Toponymie
Le nom de la localité est attesté sous les formes Appelgart vers 1160 et Alpegart à la fin du XIIe siècle.
Épégard (Eure) présente des formes analogues : Auppegardus en 1181 et Alpegard en 1199.
La forme la plus ancienne d'Auppegard, Appelgart vers 1160, montre que le [l] se trouvait initialement devant le [g]. Une métathèse du [l], commune en ancien français, s'est produite postérieurement, d'où Alpegart au XIIe siècle, puis vocalisation du [l] devant [p], d'où Aup- (cf. latin talpa > taupe). La graphie -art des formes anciennes pour -ard est typique de l'ancien français (cf. Renard, jadis Renart du germanique Renhard).
Il s'agit d'un composé du vieil anglais æppel « pomme » et du vieux scandinave garðr « enclos, clos », d'où le sens global de « pommeraie ». Cette hypothèse est confortée par la localisation de ces deux noms de lieux dans la zone de diffusion de la toponymie scandinave. Ils remontent probablement au Xe siècle et sont témoins de l'ancienneté de la culture des pommes en Normandie.
Auppegard a son correspondant exact au Yorkshire, région du Danelaw en Angleterre : Applegarth (en) mentionné sous la forme Appelgard vers 1160.

## Histoire

### Moyen Âge
Vers 1180, Henri II, concède, en raison de son office de connétable de Normandie, à Guillaume du Hommet huit fiefs en Angleterre, et trois en Normandie : Maisy, La Haie de La Luthumière (Brix) et Auppegard. En 1190 à Tours, Richard Cœur de Lion confirme la concession, car l'office était tenu par son père, Richard Ier,.
Le titre de seigneur d'Auppegard revient au XVe siècle aux Le Marinier, qui le conserveront jusqu'à la Révolution.
Cette famille fera notamment édifier la ferme des Tourelles au XVIe siècle.

### Époque contemporaine

#### Seconde Guerre Mondiale
Durant la Seconde Guerre mondiale, à 6 h 30, le matin du 16 juin 1944, en pleine bataille de Normandie, un V1 est envoyé vers Londres à partir de la rampe de lancement de Bertreville-Saint-Ouen située à 3 kilomètres. Quelques instant plus tard, après une bruyante mise à feu, le missile, vient s'écraser dans une cour de ferme à Auppegard. Pour les matinaux, la nouvelle se répand très vite et des centaines de civils viennent s'attrouper autour de l'engin.
L'explosion de ce dernier a lieu à 7 h et fait 14 victimes (dont l'une n'est pas identifiée), plusieurs blessés et des dégâts matériels, notamment sur l'église Saint-Pierre. Les vitraux de cette dernière seront toutefois épargnés puisqu'ils avaient été déplacés peu de temps auparavant par les services des Monuments Historiques.

Un monument commémoratif sera élevé en 1954 pour rendre hommage aux victimes. Un vitrail de l'église, réalisé en style naïf rappelle également cet évènement.
Évidemment on connaissait les obus, les mines et toutes ces choses, mais pas ces robots-là qui produisaient un vacarme absolument terrible.
Il y avait de la viande dans les pommiers et certains gars ne furent même pas retrouvés, les témoins étaient abasourdis.

Témoignage d'un habitant du village (2017)
Le téléfilm Madame Baptiste y fut tourné (1973), avec Isabelle Huppert.

## Politique et administration

### Rattachements administratifs et électoraux

#### Rattachements administratifs
La commune se trouve  dans l'arrondissement de Dieppe du département de la Seine-Maritime
Elle faisait partie depuis 1793 du canton de Bacqueville-en-Caux. Dans le cadre du redécoupage cantonal de 2014 en France, cette circonscription administrative territoriale a disparu, et le canton n'est plus qu'une circonscription électorale.

#### Rattachements électoraux
Pour les élections départementales, la commune est membre depuis 2014 du  canton de Luneray
Pour l'élection des députés, elle fait partie de la dixième circonscription de la Seine-Maritime.

### Intercommunalité
Auppegard était membre de la communauté de communes Saâne et Vienne, un établissement public de coopération intercommunale (EPCI) à fiscalité propre créé fin 2001 et auquel la commune avait transféré un certain nombre de ses compétences, dans les conditions déterminées par le code général des collectivités territoriales.
Dans le cadre des dispositions de la loi portant nouvelle organisation territoriale de la République du 7 août 2015, qui prévoit que les établissements publics de coopération intercommunale (EPCI) à fiscalité propre doivent avoir un minimum de 15 000 habitants, cette intercommunalité a fusionné avec ses voisines pour former, le 1er janvier 2017, la communauté de communes Terroir de Caux dont est désormais membre la commune.

### Liste des maires
| Période                                  | Période                       | Identité             | Étiquette | Qualité                                                                         |
| ---------------------------------------- | ----------------------------- | -------------------- | --------- | ------------------------------------------------------------------------------- |
| Les données manquantes sont à compléter. |                               |                      |           |                                                                                 |
| 1912                                     |                               | Émile Baudouin       |           |                                                                                 |
| Les données manquantes sont à compléter. |                               |                      |           |                                                                                 |
| 1956                                     | 1999                          | Michel Dupuis        |           |                                                                                 |
| février 1999                             | mars 2001                     | Francis Thomas       |           | Professeur en lycée technique                                                   |
| 2001                                     | 2008                          | Jean-Pierre Martine  |           | Instituteur                                                                     |
| mars 2008                                | mai 2020                      | Jacques Deprez       |           | Retraité                                                                        |
| mai 2020,                                | En cours (au 19 juillet 2022) | M. Dominique Laplace |           | Chargé d’études et de projets Vice-président de la CC Terroir de Caux (2020 → ) |

## Démographie
L'évolution du nombre d'habitants est connue à travers les recensements de la population effectués dans la commune depuis 1793. Pour les communes de moins de 10 000 habitants, une enquête de recensement portant sur toute la population est réalisée tous les cinq ans, les populations de référence des années intermédiaires étant quant à elles estimées par interpolation ou extrapolation. Pour la commune, le premier recensement exhaustif entrant dans le cadre du nouveau dispositif a été réalisé en 2004.

En 2022, la commune comptait 688 habitants, en évolution de −5,49 % par rapport à 2016 (Seine-Maritime : +0,35 %, France hors Mayotte : +2,11 %).
| 1793 | 1800 | 1806 | 1821 | 1831 | 1836 | 1841 | 1846 | 1851 |
| ---- | ---- | ---- | ---- | ---- | ---- | ---- | ---- | ---- |
| 600  | 612  | 647  | 689  | 677  | 771  | 749  | 754  | 821  |

| 1856 | 1861 | 1866 | 1872 | 1876 | 1881 | 1886 | 1891 | 1896 |
| ---- | ---- | ---- | ---- | ---- | ---- | ---- | ---- | ---- |
| 744  | 709  | 702  | 663  | 632  | 598  | 548  | 528  | 479  |

| 1901 | 1906 | 1911 | 1921 | 1926 | 1931 | 1936 | 1946 | 1954 |
| ---- | ---- | ---- | ---- | ---- | ---- | ---- | ---- | ---- |
| 503  | 521  | 551  | 450  | 433  | 444  | 453  | 495  | 467  |

| 1962 | 1968 | 1975 | 1982 | 1990 | 1999 | 2004 | 2006 | 2009 |
| ---- | ---- | ---- | ---- | ---- | ---- | ---- | ---- | ---- |
| 451  | 422  | 468  | 523  | 551  | 561  | 633  | 656  | 711  |

| 2014 | 2019 | 2022 | - | - | - | - | - | - |
| ---- | ---- | ---- | - | - | - | - | - | - |
| 734  | 692  | 688  | - | - | - | - | - | - |

## Culture locale et patrimoine

### Lieux et monuments
- Église Saint-Pierre des XVIe et XVIIe siècles[26] avec un clocher tors[27],[28], caractéristique de certaines églises de la région. De même, sa nef en forme de carène inversée est typique du style régional. L'église Saint-Pierre est inscrite au titre des monuments historiques depuis le 6 janvier 1926. À cet égard, trois statues, la porte latérale sud et l'autel de l'église font l'objet d'une notice du Ministère de la Culture.

Une des cloches, bénite en 1644, fait mention d'Anne Le Marinier, la fille d'Antoine Le Marinier alors seigneur d'Auppegard, et de Jacob Bontemps, capitaine de navire et sieur de Vaux et probable premier propriétaire du château d'Auppegard.
- Le manoir seigneurial ou ferme des Tourelles construit vers 1560. Il fut la propriété des seigneurs d'Auppegard, à savoir les Le Marinier, jusqu'à la Révolution. Le bâtiment est en briques et grès, avec des pignons à redans et des ouvertures asymétriques.

Un colombier pour l'élevage des pigeons est situé sur la propriété. Ce type d'ouvrage était alors réservé à la noblesse.
- Le château, datant des XVIIe et XVIIIe siècles. Sa construction est attribuée à Jacob Bontemps (1604-1664), marin dieppois anobli pour son travail en tant que capitaine de la marine pour le roi et acquéreur de la terre vers 1640 (fief du Vaux du Parc). Il est devenu plus tard seigneur d'Omonville[29].

Le château est agrandi en 1773 par la famille Jean, héritiers de la famille Delestre. Dans les années 1920, il est acheté et aménagé par la peintre Anna Hope Hudson et sa compagne.
Il devient la propriété des châtelains de Miromesnil en 1938.
- Le monument aux morts inauguré le 17 avril 1921.
- Le monument commémoratif inauguré le 20 juin 1954 à la mémoire des victimes du missile V1, dix ans plus tôt[30].

### Personnalités liées à la commune
- La peintre américaine expatriée Anna Hope Hudson, achète le château d'Auppegard dans les années 1920 et s'y installe avec sa compagne Ethel Sands. Elles étaient toutes les deux membres du Camden Town Group à l'instar de plusieurs artistes postimpressionnistes britanniques. Ensemble, elles rénovent la bâtisse, engagent de nombreux artisans locaux et commandent pour la loggia des fresques murales aux artistes Vanessa Bell et Duncan Grant[31].

### Héraldique
| Blason à dessiner | Blason  | Tiercé en pal: au 1er de gueules au bâton d'Asclépios d'argent accosté en pointe des lettres cursives majuscules A et J du même et surmonté d'un écusson de sable à l'aigle bicéphale d'argent, becquée et membrée de gueules, au 2e d'argent à trois coquilles d'azur rangées en pal, au 3e de gueules au clocher Tors d'argent, mouvant de la pointe et sommé d'une croisette latine du même sur laquelle est planté un drapeau de sable flottant vers senestre; à la terrasse cannelée de trois pièces de sinople. |
| Blason à dessiner | Détails | Adopté le 20 juin 2024. |